# Środa Wielkopolska
Środa Wielkopolska é um município da Polônia, na voivodia da Grande Polônia e no condado de Środa. Estende-se por uma área de 17,98 km², com 22 818 habitantes, segundo os censos de 2016, com uma densidade de 1269,1 hab/km².